# Караконџула
Караконџула је биће из митологије Јужних Словена, које је нарочито заступљено у митологији Срба. Вјеровање о постојању овог бића је раширено међу становницима у Бугарској, Северној Македонији и на југу Србије. Иако нема доказа о постојању караконџули, постоји одређен број људи који и даље вјерују у постојање овог митолошког бића.

## Етимологија назива
Име овог бића је позајмљеница из грчког језика и долази од ријечи каликанзарос (грч. καλλικάντζαρος), остварену преко турског облика караконколос (тур. karakoncolos). На словенском ова позајмица је преосмишљавана и везивана за ријеч кон или крак што значи нога.
Ријеч каликанзарос [множина: каликанзари] је назив за мушке демоне из народних вјеровања Грка. У преводу на српски језик она значи гоблини.
У неким крајевима се могу пронаћи и други називи за караконџулу, као што су:
- у српском језику:
  - какаронџа (код Галипољски Срба),
  - калаконђур (на Косову),
  - караканџа (у Неготинској крајини),
  - караконџа (у околини Бачке, Бабушнице и Лесковца),
  - каранђелоз и карапанџа,
  - конџула (у Гружи),
  - кураканџа и куроконџа;
- у бугарском језику:
  - бабугер,
  - буганец (Средњи Родопи),
  - вонкашно, гундурак, кара-кончо, каракандзала, караконджер, караконджо, караконяц, конджор и поганец,
  - опачин (Пештерски крај, Родопи);
- у македонском језику:
  - караконџол, караконџола, караконџул и конџолка.

## Опис караконџуле у митологији и народним предањима
У народним предањима караконџула се описује као женско демонско биће са ликом старице са наказним лицем, светлим очима, великим и оштрим ноктима, гвозденим зубима и (веома често) са козјим папцима, ушима и роговима, слично сатиру из грчке митологије. Караконџуле се једино може сусрести ноћу, најчешће у току "некрштени дана" (тј. у дане од православног Божића до Богојављења) када су најопасније по људе.
Према предањима караконџуле нападају људе, који се касно у ноћи затекну изван своје куће. Уколико се ради о мушкарцима, караконџула их напада тако што им скочи на леђа и тера их да ју носе на леђима и ходају по целу ноћ свуда унаоколо све док се први петлови не огласе. Ако се жртва не покори њеним захтевима, караконџула је изгребе и почупа својим ноктима. Кад се огласе први петлови, караконџула своју уморну и збуњену жртву одгурне у канал поред пута или шуме и остави је да тамо лежи (сам опис овог напада караконџуле на људе је сличан нападу дрекавца). Уколико се ради о женама караконџула их напада тако што их изгребе (најчешће по лицу) и почупа својим ноктима, или их баци са брда, или их покуша удавити у води. И старији људи плашили су се караконџуле, па ноћу "Некрштених дана" нису излазили. Противу караконџула употребљавају се вратило, со и хлеб.
У Алексиначком крају се вјерује да караконџуле најчешће нападају пијане мушкарце. На Косову се казује да караконџула седи на крову изнад улазних врата и увече, чим неко изиђе из куће, баци му сач на главу, узјаше га, гони по реци, па чим петао запева или магаре стане да њаче, пусти га.

## Порекло веровања у караконџуле
Вјеровање у караконџуле Срби су примили од данашњих Грка. Код њих у народним вјеровањима постоје мушка демонска бића знана као каликанзари (грч. καλλικάντζαροι), који су код Срба знани под називом ноћни коболди. Ова бића су безусловно зла и у поворкама долазе међу људе у божићној сезони. Њима се о "Некрштеним данима" приносе жртве у облику колача.
Караконџулама се називају и учесници драматизоване и маскиране поворке у "Некрштене дане". Поворке сличне овима воде своје поријекло још од римског празновања Конзуалија у мјесецу јануару, и тај назив је пренесен на црног демона каликанзароса у вјеровања Грка и Турака ушло, и на крају у вјеровање српског народа гдје су настале караконџуле.
Занимљива је чињеница и то да у околини Ђевђелије постоји божићни колач чији назив караконџул потиче од ријечи караконџула.